# Udamoselis pigmentaria
Udamoselis pigmentaria là một loài côn trùng cánh nửa trong họ Aleyrodidae, phân họ Udamoselinae.
Udamoselis pigmentaria được Enderlein miêu tả khoa học đầu tiên năm 1909.